# NetherLines
NetherLines BV era una compagnia aerea per pendolari e una filiale del Royal Nedlloyd Group. Si è fusa con NLM CityHopper nel 1991 per formare KLM Cityhopper.

## Storia della compagnia

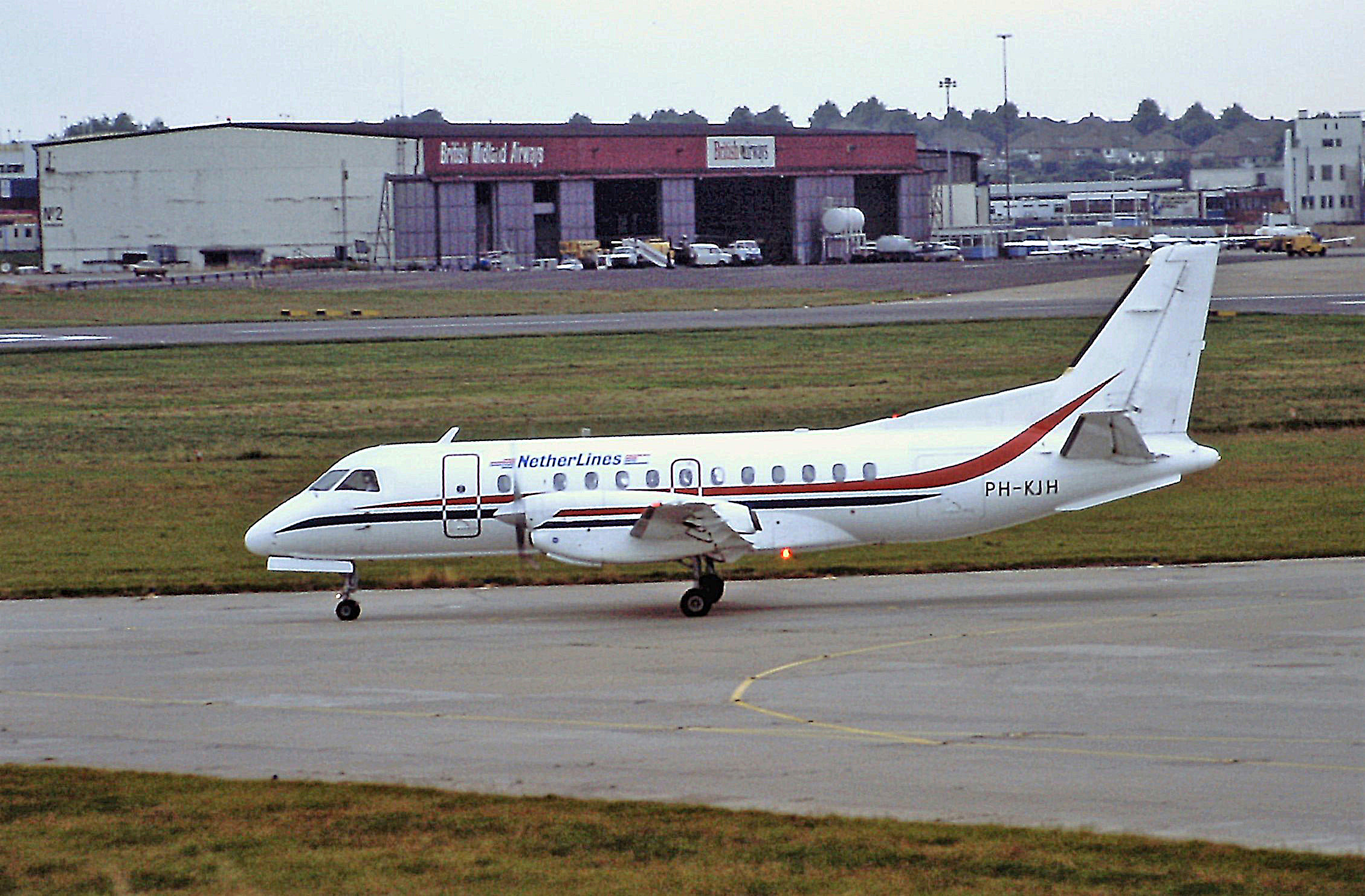
Un Saab 340 di NetherLines presso l'aeroporto di Birmingham nel 1987.

La NetherLines era stata fondata nell'aprile 1984 con il nome completo di NetherLines Airlines For European Commuter Services BV iniziando i voli con i Jetstream 31 su una rotta tra Amsterdam e Lussemburgo. Altre città servite nel corso degli anni sono state Eindhoven, Enschede, Rotterdam, Gröningen, Colonia, Münster, Lille, Birmingham, le Midlands Orientali, Luton e Southampton.
Netherlines si servì anche dei Saab 340 per aprire una rotta verso Vienna.
KLM comprò la Netherlines nell'aprile 1988; l'operazione combinata Netherlines- NLM Cityhopper era NLM CityHopper/Netherlines e aveva la sua sede principale nell'edificio 70 dell'aeroporto di Amsterdam Schiphol.
Le operazioni di Netherlines sono state fuse con NLM Cityhopper e la società combinata è diventata KLM CityHopper il 1 aprile 1991.

## Flotta
- 6 Handley Page Jetstream
- 3 Saab 340